# گئورگ ژوسگالیان

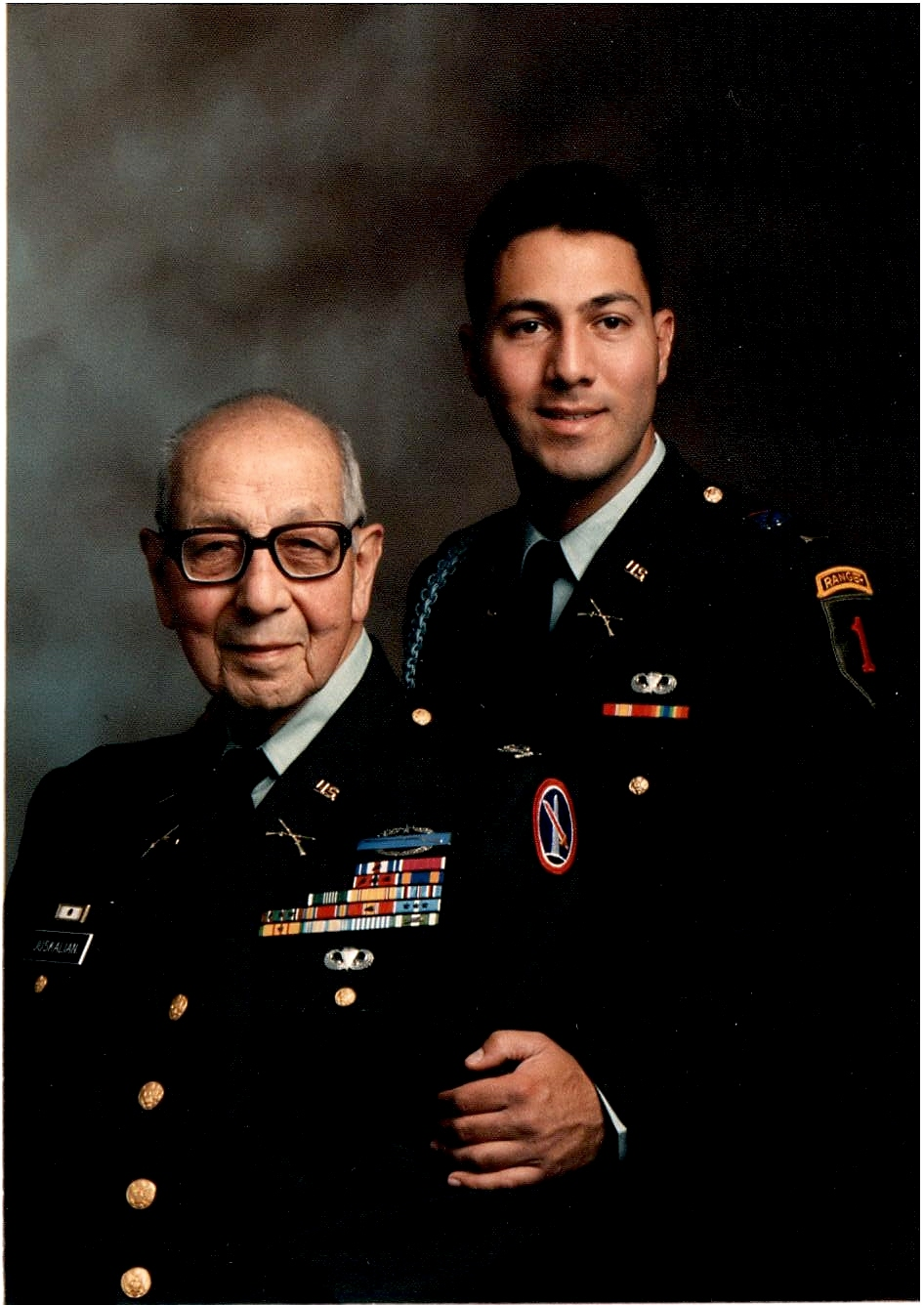

جرج ژوسگالیان (ارمنی: Գևորգ Ժուսգալեան؛ ۷ ژوئن ۱۹۱۴ – ۴ ژوئیهٔ ۲۰۱۰) فرد نظامی ارمنی‌تبار اهل ایالات متحده آمریکا و عضو نیروی زمینی ایالات متحده آمریکا که در طول سه دهه خدمت در جنگ ویتنام، جنگ کره و جنگ جهانی دوم حضور یافت.

## زندگی‌نامه
در ۷ ژوئن ۱۹۱۴ در فیچبرگ، ماساچوست به دنیا آمد و از دانشگاه بوستون فارغ‌التحصیل شد. وی برندهٔ جوایزی همچون نشان هوایی، ستاره نقره‌ای، و نشان ستاره برنزی شده‌است. ژوسگالیان در ۴ ژوئیه ۲۰۱۰ در سن ۹۶ سالگی در سنترویل، ویرجینیا درگذشت و در آرامستان ملی آرلینگتون به خاک سپرده شد.